# 마하장가주

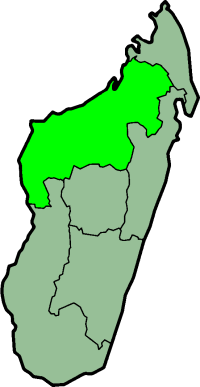
마하장가 주

마하장가주(Mahajanga)는 마다가스카르의 주로, 주도는 마하장가이며 면적은 150,023km2, 인구는 1,896,000명(2004년 기준)이다. 북쪽으로는 안치라나나 주, 동쪽으로는 토아마시나 주와 인접해 있으며 남동쪽으로는 안타나나리보 주, 남서쪽으로는 톨리아라 주와 인접해 있다.

## 행정 구역
| 1. 암바토보에니 구 2. 암바토마인티 구 3. 아날랄라바 구 4. 안찰로바 구 5. 안초히히 구 6. 베알라나나 구 7. 북베판드리아나 구 8. 베살람피 구 9. 보리지니 구 10. 칸드레호 구 11. 마에바타나나 구 12. 제2마하장가 구 13. 마하장가 14. 마인티라노 구 15. 맘피코니 구 16. 만드린차라 구 17. 마로보아이 구 18. 미친조 구 19. 모라페노베 구 20. 소알랄라 구 21. 차라타나나 구 |